# Ace Combat 5: The Unsung War
Ace Combat 5: The Unsung War (エースコンバット5 ジ・アンサング・ウォー, Ēsu Konbatto Faibu Ji Ansangu Wō) is een vluchtsimulatiespel voor de PlayStation 2, uitgebracht in 2004. Het spel is ontwikkeld door "Project Aces".

## Gameplay
De gameplay van Ace Combat 5 is verdeeld in drie modi: een campagnemodus, een arcademodus en een optionele tutorial. In tegenstelling tot zijn voorgangers heeft Ace Combat 5 geen multiplayer omdat de ontwikkelaars niet genoeg tijd hadden om dit te realiseren. Net als bij de vorige games in de serie, is de gameplay een kruising tussen die van een arcade-vluchtspel en dat van een vluchtsimulatie.
Het spel bevat meer dan vijftig straalvliegtuigen, van Amerikaanse tot Europese vliegtuigen. De vliegtuigen zijn onderverdeeld in de gevechtsvliegtuigen, vliegtuigen voor grondaanvallen en multifunctionele gevechtsvliegtuigen. Hun functie en mogelijkheden zijn gebaseerd op hun echte mogelijkheden, maar in het spel zijn deze verschillen niet zo bepalend als in het echte leven.
De meeste vliegtuigen zijn in het begin van het spel ontoegankelijk. Ze moeten eerst ontgrendeld en gekocht worden vooraleer ze te gebruiken zijn in de campagnemodus. Bepaalde vliegtuigen worden ontgrendeld als de speler vordert in de campagne, terwijl andere ontgrendeld worden via een ingenieus systeem. Ze worden ingedeeld in families en na het verdienen van een aantal kills met een bepaald vliegtuig worden een of meer varianten van deze familie ontgrendeld. Nadat een vliegtuig wordt ontgrendeld, kan het worden gekocht voor gebruik in de campagne door het uitgeven van kredieten die worden toegekend op basis van de prestatie van de speler tijdens de missies.
De cockpit bevat een radardisplay en andere vlieginstrumenten, evenals metertjes voor de beschadiging aan het vliegtuig en een munitiemeter. De vliegtuigen beschikken standaard over geleide projectielen en een geweer. Bovendien is elk vliegtuig ook bewapend met een speciaal wapen, zoals verschillende lucht-luchtraketten of lucht-grondraketten.
Ace Combat 5 introduceert enkele kleine verbeteringen aan de radar van het spel, zoals een analoge schaal van de missie kaart en kleurcoderingen die de schade van de vijand weergeven. Het spel introduceert ook enkele kleine games, zoals de simulatie van starts en landingen op een vliegdekschip, bijtanken in de lucht, enzovoort, die beschikbaar zijn voor en na bepaalde missies.
Bovendien is Ace Combat 5 de eerste in de serie met een interactieve wingmanfunctie. Tijdens de gevechtsmissies kan de speler opdrachten geven aan de leden van zijn eenheid met behulp van de directionele pad van de DualShock-controller. De speler moet aan het begin van een missie vliegtuigen aankopen en toewijzen aan zijn piloten. Daarnaast kunnen spelers ja-neevragen van hun teamgenoten beantwoorden. Hoewel de reactie van de speler op deze vragen het spel zal beïnvloeden, is het effect van deze vragen op de gameplay minimaal. Het zal wel een bepalend effect hebben op twee verschillende punten van het spel.

## Ontvangst
| Beoordeeld door          | Datum            | Score |
| ------------------------ | ---------------- | ----- |
| IGN                      | 25 oktober 2004  | 93%   |
| Worth Playing            | 19 november 2004 | 92%   |
| Fragland.net             | 1 maart 2005     | 90%   |
| Thunderbolt Games        | 6 maart 2005     | 90%   |
| videogamer.com           | 1 maart 2005     | 90%   |
| GBase - The Gamer's Base | 10 maart 2005    | 90%   |
| Gameswelt                | 1 maart 2005     | 86%   |
| GameSpot                 | 25 oktober 2004  | 83%   |
| FOK!games                | 28 februari 2005 | 76%   |
| TotalVideoGames (TVG)    | 24 januari 2005  | 70%   |